# Nephthea gracillima
Nephthea gracillima is een zachte koraalsoort uit de familie Nephtheidae. De koraalsoort komt uit het geslacht Nephthea. Nephthea gracillima werd in 1931 voor het eerst wetenschappelijk beschreven door Thomson & Dean. 